# 哥倫比亞隆背海鯰
哥倫比亞隆背海鯰為輻鰭魚綱鯰形目海鯰科的其中一種，分布於西大西洋哥倫比亞海域，體長可達36公分，棲息在沿海、河口區。

## 擴展閱讀
維基物種上的相關：哥倫比亞隆背海鯰